# Acevedo (Huila)
Pour les articles homonymes, voir Acevedo.
Acevedo est une municipalité située dans le département de Huila, en Colombie.